# Pieter Daniel Francois Kok
Pieter Daniel Francois Kok (* 19. April 1944 in Grootfontein, Südwestafrika), auch als Peter Daniel François Kok oder manchmal auch als P. D. F. Kok zitiert, ist ein namibisch-südafrikanischer Botaniker. Sein botanisches Autorenkürzel lautet „Kok“.

## Leben
Kok erhielt seine Grundschulausbildung in Grootfontein und machte 1962 an der Hoërskool Swakopmund seinen Abschluss. 1963 schrieb er sich an der Universität Pretoria ein, wo er 1965 den Bachelor-Abschluss in den Hauptfächern Botanik und Zoologie und 1966 den B.Sc. (Hons) in Allgemeiner Botanik erlangte. In den Jahren 1967 und 1968 arbeitete er als Forschungsassistent in der Abteilung für Allgemeine Botanik der Universität Pretoria, wo er 1968 mit der Dissertation ’n Anatomies-taksonomiese studie van die blaarepidermis van ’n aantal grassoorte van die Van Riebeecknatuurreservaat über die Epidermis von Gräsern zum Master of Science mit Auszeichnung graduierte. 1969 wurde er zum Lecturer und 1979 zum Senior Lecturer an der Abteilung für Allgemeine Botanik der Universität Pretoria ernannt. 1978 wurde er mit der Dissertation ’n Hersiening van die genus Digitaria Haller (Poaceae) über die Gattung der Fingerhirsen zum D.Sc. promoviert. 1979 gewann er dafür die Junior Medal der South African Association of Botanists (Suid-Afrikaanse Genootskap van Plantkundiges) für die beste Dissertation des Jahres 1978 in Botanik. 
Kok ist Autor oder Mitautor von zahlreichen Veröffentlichungen, darunter Lehrbücher und praktische Handbücher für Universitätsstudenten im ersten Lehrjahr, sowie Schriften der Suid-Afrikaanse Aalwyn en vetplant vereniging (South African Aloe and Succulent Society), wo er auch Mitglied ist. 1971 wurde er in den Vorstand der South African Biological Society und für das Jahr 1981 zu deren Präsidenten gewählt. Er war auch Chefredakteur der Zeitschrift dieser Gesellschaft, des Journal of the South African Biological Society. Kok ist ferner Mitglied der Suid-Afrikaanse Akademie vir Wetenskap en Kuns (SAAWK), der Elektronmikroskopiese Vereniging van Suidelike Afrika, der Dendrological Society of South Africa sowie der South African Association of Botanists. 
Kok sammelte ungefähr 650 Herbarbelege, von denen sich der Großteil im H.G.W.J. Schweickerdt Herbarium in Pretoria befindet.
1971 heiratete er Marietjie du Plessis. Aus dieser Ehe ging ein Sohn hervor.

## Dedikationsnamen
Nach Kok ist die Art Vigna kokii B.J.Pienaar benannt.